# Amstel Gold Race 1996
L'Amstel Gold Race 1996, trentunesima edizione della corsa, valida come prova della Coppa del mondo di ciclismo su strada, si svolse il 27 aprile 1996 su un percorso di 250 km da Heerlen a Maastricht. Fu vinta dall'italiano Stefano Zanini, che terminò in 5h 55' 36".

## Ordine d'arrivo (Top 10)
| Pos. | Corridore           | Squadra      | Tempo    |
| ---- | ------------------- | ------------ | -------- |
| 1    | Stefano Zanini      | Gewiss       | 5h55'36" |
| 2    | Mauro Bettin        | Refin        | a 22"    |
| 3    | Johan Museeuw       | Mapei-GB     | s.t.     |
| 4    | Aleksandr Hončenkov | Roslotto     | s.t.     |
| 5    | Fabiano Fontanelli  | MG-Technogym | s.t.     |
| 6    | Andrej Čmil         | Lotto        | s.t.     |
| 7    | Emmanuel Magnien    | Festina      | s.t.     |
| 8    | Gianluca Bortolami  | Mapei-GB     | s.t.     |
| 9    | Jens Heppner        | Team Telekom | s.t.     |
| 10   | Beat Zberg          | Carrera      | s.t.     |